# NGC 5936
NGC 5936 (również PGC 55255 lub UGC 9867) – galaktyka spiralna z poprzeczką (SBb), znajdująca się w gwiazdozbiorze Węża. Odkrył ją 12 kwietnia 1784 roku William Herschel.
W galaktyce tej zaobserwowano supernową SN 2013dh.